# Rodrigo Luiz Angelotti
Rodrigo Luiz Angelotti, noto semplicemente come Rodrigo (Brasile, 27 aprile 1998), è un calciatore brasiliano, centrocampista del Kagoshima Utd.

## Palmarès

### Club

#### Competizioni nazionali
- Campionato brasiliano di seconda divisione: 1

Bragantino: 2019